# Anisodes niveopuncta
Anisodes niveopuncta är en fjärilsart som beskrevs av Turner 1908. Anisodes niveopuncta ingår i släktet Anisodes och familjen mätare. Inga underarter finns listade i Catalogue of Life.